# Flen (đô thị)
Đô thị Flen (tiếng Thụy Điển: Flen kommun) là một đô thị ở hạt Södermanland của Thụy Điển. Thủ phủ là thị xã Flen. Dân số thời điểm 31 tháng 12 năm 2000 là 16565 người.